# Maria Gargani
Maria Gargani, in religione Maria Crocifissa del Divino Amore (Morra De Sanctis, 23 dicembre 1892 – Napoli, 23 maggio 1973), è stata una religiosa italiana, fondatrice delle Suore apostole del Sacro Cuore. È venerata come beata dalla Chiesa cattolica, che ne celebra la memoria liturgica il 23 maggio.

## Biografia
Maria Gargani nacque a Morra Irpina (divenuta in seguito Morra De Sanctis, AV) il 23 dicembre 1892, da Rocco Gargani e Angiolina De Paola. Nel 1913 conseguì il diploma magistrale, diventando poi maestra, come il padre e le sorelle. Nel 1915 divenne figlia spirituale di Padre Pio, che incontrò nell'aprile del 1918, quando lui passò per il convento di San Marco la Catola, località dove lei insegnava. Ci è pervenuto il loro epistolario, con sessantasette lettere scritte dal santo di Pietrelcina. Nel 1913 si era iscritta all'Ordine Francescano Secolare, e in seguito all'Azione Cattolica. Consigliata dai suoi direttori spirituali si dedicò all'apostolato, insegnando il catechismo ai bambini e assistendo i malati. 
Intanto maturava la sua vocazione e, ispirata durante la preghiera come racconta nel suo diario, comprese di dover avviare un nuovo Istituto di suore: l'11 febbraio 1936 monsignor Giuseppe Di Girolamo, vescovo di Lucera, autorizzò la costituzione della Pia Unione delle Suore Apostole del Cuore Eucaristico di Gesù nell'ex convento di Santa Maria della Sanità a Volturara Appula. La nuova famiglia religiosa si dedicava all'istruzione religiosa e all'istituzione di scuole materne per i bambini e professionali per le ragazze.
Nel 1945, col benestare del cardinale Alessio Ascalesi, arcivescovo di Napoli, Maria trasferì la Casa madre da Volturara Appula a Napoli. Il 18 aprile dello stesso anno prese i voti, diventando suor Maria Crocifissa del Divino Amore. Il 20 giugno 1956 la Pia Unione divenne Congregazione religiosa di diritto diocesano, prendendo il nome di Suore Apostole del Sacro Cuore e diffondendosi in Campania, Puglia, Molise, Lazio e Sicilia. Suor Maria morì il 23 maggio 1973, a 81 anni, e il suo corpo è custodito nella cappella della Casa madre di Napoli, nel quartiere di Capodimonte.

## Beatificazione
Il 12 settembre 1988 ebbe inizio la fase diocesana del processo di beatificazione, conclusa il 16 maggio 2002. La "Positio super virtutibus", preparata nel 2007, fu sottoposta nel 2013 all'esame dei membri della Congregazione delle Cause dei Santi. Il 7 luglio 2017 papa Francesco autorizzò la promulgazione del decreto con cui la Serva di Dio Maria Crocifissa poteva essere dichiarata Venerabile.
Ai fini della beatificazione la Chiesa cattolica ha considerato miracolosa la guarigione della quarantaseienne Michelina Formichella, domestica di Torrecuso (BN), affetta da un tumore maligno al piloro. Il 22 luglio 1975 i medici la operarono, ma interruppero l'intervento perché la trovarono piena di metastasi e dovettero ricucirla senza asportare nulla. Le furono dati tre mesi di vita, dal momento che la neoplasia si era diffusa al fegato, al pancreas e al mesocolon. Il 5 agosto fu dimessa senza speranze dall'ospedale. 
Durante la malattia la donna non aveva smesso d'invocare madre Maria Crocifissa, che aveva conosciuto e di cui era devota, e due mesi dopo il ritorno a casa la sognò mentre le preannunciava la guarigione. Al risveglio non aveva più alcun sintomo, e in breve tempo poté tornare al suo lavoro. La donna morì nel 2015 per un infarto del miocardio, senza aver mai avuto ricadute nella precedente malattia. Il 26 gennaio 2018 papa Francesco ha riconosciuto che la guarigione era da ritenersi inspiegabile, completa, duratura e ottenuta per intercessione della Venerabile Maria Crocifissa del Divino Amore, la cui beatificazione è avvenuta il 2 giugno 2018. È stata la prima figlia spirituale di Padre Pio a diventare beata. La Chiesa la ricorda il 23 maggio.  